# The Phil Collins Big Band
The Phil Collins Big Band - projekt piosenkarza Phila Collinsa. Zespół wykonujący jazzowe adaptacje największych hitów Collinsa i zespołu Genesis. Grupa nagrywała główne utwory instrumentalne, z Collinsem jako perkusistą i, rzadko, śpiewającym podczas występów.
W 1999 zespół wydał jedyny album - A Hot Night in Paris.